# Johann Gottlieb Ammann
Johann Gottlieb Ammann (* 17. Oktober 1774 in Pirmasens; † 28. März 1837 in Weilburg) war ein deutscher evangelischer Theologe und Abgeordneter der Deputiertenkammer der Landstände des Herzogtums Nassau. 

## Leben
Johann Gottlieb Ammann war der Sohn des Hauptmanns Franz Ammann und dessen Ehefrau Louisa Maria Bechthold und studierte nach dem Abitur am Gymnasium Buchsweiler Theologie an der Justus-Liebig-Universität Gießen. Bevor er von 1800 bis 1810 die Stelle als Pfarrer in Braubach besetzten konnte, war er als Prediger in Darmstadt und als Hessen-darmstädtischer Hauslehrer tätig.
1810 wurde er zum wirklichen Konsistorialrat und ersten Pfarrer in Weilburg ernannt. Später wurde er hier auch Dekan und Schulinspektor sowie Kirchenrat. 
Aus der Gruppe der Vorsteher der Geistlichkeit und der höheren Lehranstalten wurde Ammann im Jahre 1832 zum Mitglied der Deputiertenkammer der Landstände des Herzogtums Nassau gewählt. Diese Wahl war zunächst für ungültig erklärt, dann jedoch bestätigt worden. Ammann übte das Mandat von 1832 bis 1836 aus.
1837 wurde er zum Nachfolger des Landesbischofs Müller nominiert, starb jedoch unerwartet im selben Jahr. 